# United States Army Medical Research Institute of Infectious Diseases
Das U.S. Army Medical Research Institute of Infectious Diseases (USAMRIID; deutsch Medizinisches Forschungsinstitut der US-Armee für Infektionskrankheiten) in Fort Detrick, Maryland ist die wichtigste Institution der United States Army für die Erforschung von Abwehrmaßnahmen gegen biologische Kriegsführung. Hier werden Impfstoffe, Behandlungs- und Diagnosemöglichkeiten für den Einsatz im Feld und in Labors entwickelt und erforscht. Dabei arbeitet es bei Bedarf mit den Centers for Disease Control and Prevention, der Weltgesundheitsorganisation und akademischen Zentren weltweit zusammen. Es wurde am 27. Januar 1969 durch General Order No. 6 des Office of the Surgeon General of the Army aufgestellt.
Am 18. Juli 2019 wurden die Labors der biologischen Schutzstufe (BSL) 3 und 4 durch die CDC aufgrund von mechanischen Problemen und menschlichem Versagen bei der Behandlung von Laborabwässern vorübergehend geschlossen.

## Filmische Rezeption
Die Einrichtung diente auch indirekt als Vorbild für den 1972 erstmalig in Deutschland bei Droemer-Knaur als Übersetzung aus dem amerikanischen Original (Michael Crichton: "The Andromda Strain") erschienen Science-Fiction-Roman "Andromeda" (ISBN 3-426-00278-7) über die Einschleppung eines unbekannten Seuchenerregers durch eine zu Forschungszwecken dienende Raumsonde. In einem geheimen, unterirdischen Forschungslabor mit 5 biologischen Schutz-/Sicherheitsstufen macht sich ein Forscherteam daran, das Virus zu erkennen und Gegenmaßnahmen zu entwickeln. Ferner fand sie Erwähnung in Filmen wie „Outbreak“ (1995), „Carriers“ (2009) und „Der Hades-Faktor“ (2006) sowie in der Serie „The Hot Zone - Tödliches Virus“ (2019).